# Molophilus amiculus
Molophilus amiculus là một loài ruồi trong họ Limoniidae. Chúng phân bố ở miền Australasia.